# Championnat de Malte de football 1948-1949
Navigation
Saison précédente Saison suivante
La saison 1948-1949 de First Division Maltaise était la trente-quatrième édition de la première division maltaise.
Lors de cette saison, le La Vallette FC a tenté de conserver son titre de champion face aux sept meilleurs clubs maltais lors d'une série de matchs se déroulant sur toute l'année.
Les huit clubs participants au championnat ont été confrontés à deux reprises aux sept autres.
C'est le Sliema Wanderers FC qui a été sacré champion de Malte pour la douzième fois.

## Les huit clubs participants
| Club                 | Stade             | Capacité | Ville      |
| -------------------- | ----------------- | -------- | ---------- |
| Floriana FC          | -                 | -        | Floriana   |
| Hamrun Spartans      | Victor Tedesco    | 6 000    | Hamrun     |
| Paola Hibernians FC  | Hibernians Ground | 8 000    | Paola      |
| Luqa St. Andrew's FC | -                 | -        | Luqa       |
| Naxxar Lions FC      | -                 | -        | Naxxar     |
| Sliema Wanderers FC  | Guze Fava Ground  | 4 000    | Sliema     |
| St. George's FC      | -                 | -        | Bormla     |
| La Vallette FC       | -                 | -        | La Valette |

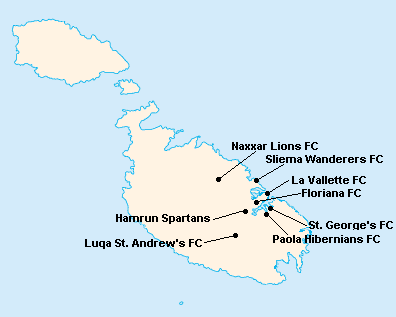
Localisation des clubs engagés dans le championnat.

L'île de Malte étant relativement petite, les clubs évoluent tous au stade National Ta'Qali (17 400 places). Certain cependant ont leur propre enceinte qu'ils peuvent éventuellement utiliser.

## Compétition

### Classement
| Rang | Équipe                   | Pts | J  | G  | N | P  | Bp | Bc | Diff |
| ---- | ------------------------ | --- | -- | -- | - | -- | -- | -- | ---- |
| 1    | Sliema Wanderers FC      | 22  | 14 | 11 | 0 | 3  | 33 | 15 | +18  |
| 2    | Hamrun Spartans          | 20  | 14 | 9  | 2 | 3  | 38 | 22 | +16  |
| 3    | La Vallette FC (T)       | 19  | 14 | 9  | 1 | 4  | 40 | 20 | +20  |
| 4    | Floriana FC (C)          | 17  | 14 | 6  | 5 | 3  | 24 | 19 | +5   |
| 5    | Paola Hibernians FC      | 15  | 14 | 5  | 5 | 4  | 24 | 20 | +4   |
| 6    | Luqa St. Andrew's FC (P) | 7   | 14 | 3  | 1 | 10 | 13 | 33 | -20  |
| 7    | St. George's FC          | 6   | 14 | 1  | 4 | 9  | 19 | 42 | -23  |
| 8    | Naxxar Lions FC          | 6   | 14 | 2  | 2 | 10 | 13 | 33 | -20  |

| Légende : Qualifications et relégations | Légende : Qualifications et relégations                                                     |
| --------------------------------------- | ------------------------------------------------------------------------------------------- |
|                                         | Relégation en Second Division Maltaise                                                      |
|                                         | (T) : Tenant du titre 1947-1948 (P) : Promu en 1947-1948 (C) : Vainqueur du Trophée Rothman |

## Bilan de la saison
| Tableau d'Honneur       |                     |
| Compétition             | Vainqueur           |
| First Division Maltaise | Sliema Wanderers FC |
| Trophée Rothman         | Floriana FC         |

| Promotions et relégations            |                 |
| Relégués en Second Division Maltaise | Naxxar Lions FC |
| Promus de Second Division Maltaise   | Birkirkara FC   |